# Nível de Fermi
O nível de Fermi é o potencial químico total para elétrons (ou potencial eletroquímico para elétrons), e é geralmente denotado por μ ou E F 